# Bartolomeo Giuliano
Bartolomeo Giuliano (Susa, 15 agosto 1825 – Milano, 12 aprile 1909) è stato un pittore italiano considerato il capostipite dei pittori segusini.

## Biografia

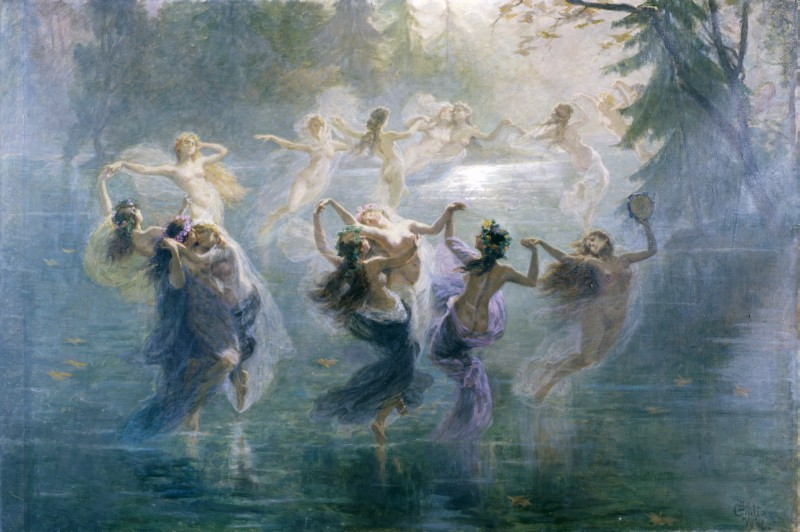
Le Villi, 1906 (Fondazione Cariplo)

I suoi genitori, Valeriano (di professione medico) e Angela Maria  De Paoli, originari di Mocchie, si stabilirono a Susa nel 1797. Qui nacque nel 1825. Si trasferisce nel 1832 a Torino, dove si forma all'Accademia Albertina seguendo i corsi di disegno di Giovanni Battista Biscarra e di pittura tenuti da Carlo Arienti.
Nel 1845, terminati gli studi accademici, lavora in studio con l'amico e collega Giovanni Battista Arnaud; dal 1846 partecipa alle esposizioni della locale Promotrice di Belle Arti, con opere di soggetto storico-letterario e di paesaggio d'impronta romantica.
Dopo diversi anni di viaggi di formazione tra Sardegna e Toscana, nel 1857 è chiamato da Enrico Gamba come assistente alla cattedra di disegno di figura a Torino; ricopre poi lo stesso ruolo presso l'Accademia Militare e, con Raffaele Casnedi, all'Accademia milanese di Brera, dove si trasferisce nel 1860 con la moglie Federica Gervasoni (1838-1915), pittrice di origine genovese.
L'anno successivo partecipa all'Esposizione Nazionale di Firenze e negli anni seguenti è costantemente presente alle manifestazioni torinesi e milanesi con soggetti sacri, paesaggi, scene di genere di gusto borghese, sicuramente influenzate dai contatti con gli ambienti della Scapigliatura lombarda e dalle opere del naturalista francese Jules Breton.
Dal 1866 esegue ad affresco le allegorie dell'Asia e dell'Industria per le lunette della cupola della Galleria Vittorio Emanuele II a Milano, poco dopo sostituite dagli attuali mosaici. Con opere ispirate alla riviera ligure, dove ha residenza (a Quarto) dopo aver abbandonato l'insegnamento, partecipa all'Esposizione universale di Parigi del 1878 e alle esposizioni internazionali d'arte di Venezia del 1895 e 1897. Nel 1906 è presente all'Esposizione Nazionale di Milano.
Muore a Milano il 12 aprile 1909; nel cortile dell'Accademia di Belle Arti di Brera e al Cimitero monumentale di Milano si trovano fusioni in bronzo di un suo ritratto a mezzo busto realizzate dallo scultore Giulio Branca.
Tra i suoi allievi la svizzera Valeria Pasta Morelli (1858-1909), Adolfo Feragutti Visconti, Aleardo Villa e il trentino Alcide Davide Campestrini (1863–1940).

## Stile
(Giulio Carotti in Secolo XX. Rivista popolare, 1908)
Dopo gli esordi caratterizzati da uno stile prettamente romantico, derivato dall'influenza di Enrico Gamba del quale è assistente presso l'Accademia Albertina, la frequentazione degli ambienti milanesi lo porta a originare soluzioni stilistiche sempre più moderne, derivate dagli artisti della Scapigliatura lombarda e da Tranquillo Cremona.
In seguito, la sua maturità artistica lo conduce allo sviluppo di uno stile personale, naturalistico e sempre al passo con i tempi, espresso principalmente in quadri di genere e marine.

## Opere principali
- Beato Amedeo di Savoia dona una moneta ad uno storpio (1848), olio su tela, Palazzo Piacentini, Roma;
- Esuli italiani che piangono la Patria perduta (1851), olio su tela, Musei Reali, Torino;
- Jacopo Foscari in carcere (1860), olio su tela, Musei Reali, Torino;
- Dante incontra l'ombra di Pia dè Tolomei (1860), olio su tela, Palazzo delle Finanze, Roma;
- Il sogno di Parisina (1861), olio su tela, Galleria civica d'arte moderna e contemporanea, Torino;
- L'addio di Ugo e Parisina (1863), olio su tela, Galleria civica d'arte moderna e contemporanea, Torino;
- Faust e Margherita (1864), olio su tela, Galleria civica d'arte moderna e contemporanea, Torino;
- La mietitrice (1866), olio su tela, Castello ducale di Agliè;
- Lo sloggio forzato (1867), olio su tela, Galleria civica d'arte moderna e contemporanea, Torino;
- La fidanzata (1867-1887), olio su tela, Castello ducale di Agliè;
- Il ritorno dai campi (1868), olio su tela, Musei Reali, Torino;
- Passaggio travaglioso di Federico Barbarossa a Susa (1869), olio su tela, Galleria civica d'arte moderna e contemporanea, Torino;
- Ritratto di Celestina Clerici (1871), olio su tela, Raccolte d'arte dell'Ospedale Maggiore, Milano;
- L'onda (1871), olio su tela, collezione privata;
- Ritornerà egli? (La margherita) (1871), olio su tela, Museo Vincenzo Vela, Ligornetto[12];
- L'idillio al fonte (1872), olio su tela, collezione privata;
- Ricevimento a Villa Carlotta, Lago di Como (1875), olio su tela, collezione privata;
- In cerca di frutti di mare (1882), olio su tela, Pinacoteca di Brera, Milano;
- Un giorno d'estate (1882), olio su tela, Hamburger Kunsthalle, Amburgo, Germania;
- Un raggio di sole (1883), olio su tela, Museo di Capodimonte, Napoli;
- Ritratto di Antonio Gavazzi (1887), olio su tela, Provincia di Milano;
- Vendemmiatrice (1891), olio su tela, Musei Civici di Monza;
- L'attesa (1894), olio su tela, Istituto dei Ciechi di Milano;
- Conversazione galante (1893), olio su tela, Musei Civici di Monza;
- Pescatori (1894), olio su tela, collezione privata;
- Ritratto di donna (1898), olio su tela, Accademia Carrara, Bergamo[13];
- Marina in tempesta (1906), olio su tela, Accademia Carrara, Bergamo[14];
- Le villi (1906), olio su tela, Collezioni d'arte della Fondazione Cariplo, Milano;
- L'aspettativa (non datata), olio su tela, Galleria degli Uffizi, Firenze.